# بوزانوو (استان اوپوله)
بوزانوو (به لهستانی: Bodzanów) یک منطقهٔ مسکونی در لهستان است که در گمینا گووخووازه واقع شده‌است. بوزانوو ۱٬۵۰۰ نفر جمعیت دارد.